# إرنست بول (صحفي)
إرنست بول (بالإنجليزية: Ernest Poole) (23 يناير 1880، شيكاغو في الولايات المتحدة - 10 يناير 1950، نيويورك في الولايات المتحدة)؛ كاتِب ومؤلِّف، صحفي، كاتب مسرحي وروائي أمريكي. درس في جامعة برنستون.

## روابط خارجية
- إرنست بول على موقع إن إن دي بي (الإنجليزية)